# Veronica Servente
Veronica Servente Tealdy (Torino, 9 marzo 1977) è un'ex ginnasta italiana.

## Biografia
Nata nel 1977 a Torino, a soli 15 anni ha partecipato ai Giochi olimpici di Barcellona 1992, in tutte e 5 le gare individuali. Nel concorso individuale è arrivata 65ª, nel corpo libero 51ª, nel volteggio 61ª, nella trave 69ª e nelle parallele 73ª. Nell'occasione è stata la più giovane atleta della spedizione azzurra alle Olimpiadi spagnole.
Nel 1993 è stata campionessa italiana nel concorso generale individuale femminile, vestendo i colori della Reale Torino. Nello stesso anno ha presentato ai Mondiali di Birmingham un nuovo salto al volteggio inserito poi nel Codice Internazionale con il nome di salto Servente. Ha fatto parte della spedizione italiana ai Giochi del Mediterraneo di Linguadoca-Rossiglione 1993, dove ha vinto la medaglia d'oro nel volteggio e quella di bronzo nel concorso a squadre con Tiziana Di Pilato, Chiara Ferrazzi, Francesca Santoni e Ketty Titon.
Ha chiuso la carriera nel 1995, a 18 anni.
In seguito è diventata allenatrice, proprio alla Ginnastica Torino.

## Palmarès
- Giochi del Mediterraneo

Linguadoca-Rossiglione 1993: oro nel volteggio; bronzo nel concorso a squadre;